# Histricostoma creticum
Espèce
Synonymes
- Nemastoma creticum Roewer, 1928

Histricostoma creticum est une espèce d'opilions dyspnois de la famille des Nemastomatidae.

## Distribution
Cette espèce se rencontre en Grèce et Turquie,.

## Description
Le mâle syntype mesure 3 mm et la femelle syntype 3,5 mm.

## Systématique et taxinomie
Cette espèce a été décrite sous le protonyme Nemastoma creticum par Roewer en 1928. Elle est placée dans le genre Mitostoma par Roewer en 1951, dans le genre Centetostoma par Kratochvíl en 1958 puis dans le genre Histricostoma par Martens en 1978.

## Étymologie
Son nom d'espèce lui a été donné en référence au lieu de sa découverte, la Crète.

## Publication originale
- Roewer, 1928 : « Zoologische Streifzüge in Attika, Morea und besonders auf der Insel Kreta. I. V. Scorpiones, Opiliones und Solifugae. » Abhandlungen der Naturwissenschaftlichen Verein zu Bremen, vol. 26, no 3, p. 425–460.